# ریکی (بازیکن فوتبال، زاده ۱۹۷۳)
ریکی (انگلیسی: Ricky؛ زادهٔ ۲۴ مهٔ ۱۹۷۳) بازیکن فوتبال اهل اسپانیا است.
از باشگاه‌هایی که در آن بازی کرده‌است می‌توان به باشگاه فوتبال لگانس و باشگاه فوتبال ویارئال اشاره کرد.